# UCI ProSeries 2021
Die UCI ProSeries 2021 war die zweite Austragung des zur Saison 2020 vom Weltradsportverband UCI eingeführten Straßenradsport-Kalenders unterhalb der UCI WorldTour. Die ursprünglich 55 Wettbewerbe sollten vom 24. Januar bis 17. Oktober 2021 ausgetragen werden. Aufgrund der Corona-Pandemie wurden 11 der 55 Rennen abgesagt.
An den einzelnen Rennen konnten neben UCI ProTeams auch die höchste Kategorie der UCI-registrierten Radsportteams, die UCI WorldTeams teilnehmen. Außerdem konnten UCI Continental Teams und Nationalteams eingeladen werden.

## Rennen
| Datum                    | Rennen                          | Sieger                     |
| ------------------------ | ------------------------------- | -------------------------- |
| 24.–31. Januar           | Vuelta a San Juan Internacional | abgesagt                   |
| 30. Jan.–6. Feb.         | Tour de Langkawi                | abgesagt                   |
| 9.–14. Februar           | Tour of Oman                    | abgesagt                   |
| 11.–14. Februar          | Tour de la Provence             | Ivan Sosa (IGD)            |
| 14. Februar              | Clásica de Almería              | Giacomo Nizzolo (TQA)      |
| 27. Februar              | Royal Bernard Drôme Classic     | Andrea Bagioli (DCQ)       |
| 28. Februar              | Faun-Ardèche Classic            | David Gaudu (GFC)          |
| 28. Februar              | Kuurne–Brüssel–Kuurne           | Mads Pedersen (TFS)        |
| 3. März                  | Trofeo Laigueglia               | Bauke Mollema (TFS)        |
| 7. März                  | GP Industria & Artigianato      | Mauri Vansevenant (DCQ)    |
| 17. März                 | Nokere Koerse                   | Ludovic Robeet (BWB)       |
| 19. März                 | Bredene Koksijde Classic        | Tim Merlier (AFC)          |
| 3. April                 | GP Miguel Induráin              | Alejandro Valverde (MOV)   |
| 7. April                 | Scheldeprijs                    | Jasper Philipsen (AFC)     |
| 11.–18. April            | Presidential Tour of Turkey     | José Manuel Díaz (DKO)     |
| 14.–19. April            | Volta a la Comunitat Valenciana | Stefan Küng (GFC)          |
| 14. April                | Brabantse Pijl                  | Thomas Pidcock (IGD)       |
| 19.–23. April            | Tour of the Alps                | Simon Yates (BEX)          |
| 29. April – 2. Mai       | Tour de Yorkshire               | abgesagt                   |
| 4.–9. Mai                | 4 Jours de Dunkerque            | abgesagt                   |
| 5.–9. Mai                | Volta ao Algarve                | Joao Rodrigues (W52)       |
| 16. Mai                  | Tro-Bro Léon                    | Connor Swift (ARK)         |
| 18.–22. Mai              | Vuelta a Andalucía              | Miguel Ángel López (MOV)   |
| 27.–30. Mai              | Boucles de la Mayenne           | Arnaud Démare (GFC)        |
| 5. Juni                  | Dwars door het Hageland         | Rasmus Tiller (UXT)        |
| 9.–13. Juni              | ZLM Tour                        | abgesagt                   |
| 9.–13. Juni              | Belgien-Rundfahrt               | Remco Evenepoel (DCQ)      |
| 9.–13. Juni              | Tour of Slovenia                | Tadej Pogacar (UAE)        |
| 26. Jun. – 1. Jul.       | Österreich-Rundfahrt            | abgesagt                   |
| 20.–24. Juli             | Tour de Wallonie                | Quinn Simmons (TFS)        |
| 26. Jul. – 1. Aug.       | Tour of Utah                    | abgesagt                   |
| 3.–7. August             | Vuelta a Burgos                 | Mikel Landa (TBV)          |
| 5.–8. August             | Arctic Race of Norway           | Ben Hermans (ISN)          |
| 10.–14. August           | Dänemark-Rundfahrt              | Remco Evenepoel (DCQ)      |
| 19.–22. August           | Tour of Norway                  | Ethan Hayter (IGD)         |
| 26.–29. August           | Deutschland Tour                | Nils Politt (BOH)          |
| 5. September             | Maryland Cycling Classic        | abgesagt                   |
| 5.–12. September         | Tour of Britain                 | Wout van Aert (TJV)        |
| 12. September            | Grand Prix de Fourmies          | Elia Viviani (COF)         |
| 14.–18. September        | Tour de Luxembourg              | João Almeida (DCQ)         |
| 15. September            | Grand Prix de Wallonie          | Christophe Laporte (COF)   |
| 16. September            | Coppa Sabatini                  | Michael Valgren (EFN)      |
| 18. September            | Primus Classic                  | Florian Sénéchal (DCQ)     |
| 21. September (18. März) | Grand Prix de Denain            | Jasper Philipsen (AFC)     |
| 29. September            | Tour de l’Eurométropole         | Fabio Jakobsen (AFC)       |
| 2. Oktober               | Giro dell’Emilia                | Primož Roglič (TJV)        |
| 3. Oktober               | Münsterland Giro                | Mark Cavendish (DCQ)       |
| 4. Oktober               | Coppa Bernocchi                 | Remco Evenepoel (DCQ)      |
| 5. Oktober               | Tre Valli Varesine              | Alessandro de Marchi (ISN) |
| 6. Oktober               | Milano–Torino                   | Primož Roglič (TJV)        |
| 7. Oktober               | Gran Piemonte                   | Jordi Meeus (BOH)          |
| 9.–12. Oktober           | Tour of Taihu Lake              | abgesagt                   |
| 10. Oktober              | Paris–Tours                     | Arnaud Démare (GFC)        |
| 16. Oktober              | Grand Prix du Morbihan          | Arne Marit (SVB)           |
| 17. Oktober              | Japan Cup                       | abgesagt                   |

## Teams
Am 23. Dezember 2020 gab die UCI die Registrierung von 19 UCI ProTeam's für die Saison 2021 bekannt, darunter das ehemalige UCI Continental Teams Eolo-Kometa und Equipo Kern Pharma.
| Name (UCI Code)                                | Betreiber                          | Nationalität       | Radhersteller    |
| ---------------------------------------------- | ---------------------------------- | ------------------ | ---------------- |
| Alpecin-Fenix (AFC)                            | Wielerteam ciclismo Mundial BVBA   | Belgien            | Canyon           |
| Androni Giocattoli-Sidermec (ANS)              | Teamgalli srl                      | Italien            | Kuota            |
| Arkéa-Samsic (ARK)                             | Pro Cycling Breizh                 | Frankreich         | Canyon           |
| Bingoal WB (BWB)                               | TRW' Organisation                  | Belgien            | Ridley           |
| B&B Hotels p/b KTM (BBK)                       | Vital Concept Cycling Club         | Frankreich         | Orbea            |
| Bardiani CSF Faizanè (BCF)                     | Aster Sport Limited                | Italien            | Guerciotti       |
| Burgos-BH (BBH)                                |                                    | Spanien            | BH               |
| Caja Rural-Seguros RGA (CJR)                   |                                    | Spanien            | Fuji Bikes       |
| Delko (DKO)                                    | Vélo-Club La Pomme Marseille       | Frankreich         | KTM              |
| Eolo-Kometa Cycling Team (EOK)                 | Fundación Contador                 | Italien            | Aurum            |
| Equipo Kern Pharma (EKP)                       | Asociación Deportiva Galibier      | Spanien            | Giant            |
| Euskaltel-Euskadi (EUS)                        | Fundación Euskadi                  | Spanien            | Orbea            |
| Gazprom-RusVelo (GAZ)                          | PROvelo AG                         | Russland           | Colnago          |
| Novo Nordisk (TNN)                             |                                    | Vereinigte Staaten | Colnago          |
| Rally Cycling (RLY)                            | Circuit Global Sports Management   | Vereinigte Staaten | Felt Bicycles    |
| Sport Vlaanderen-Baloise (SVB)                 | Wielerclub Eddy Merckxvrienden vzw | Belgien            | Eddy Merckx      |
| Total Direct Énergie / TotalEnergies (TDE/TEN) | SA Vendée Cyclisme                 | Frankreich         | Wilier Triestina |
| Uno-X Pro Cycling Team (UXT)                   |                                    | Norwegen           | Cannondale       |
| Vini Zabù (THR)                                | Yellow Fluo Pro Cycling Team Srl   | Italien            | Wilier Triestina |

→ Zu den UCI WorldTeams 2021, siehe UCI WorldTour 2021#Teams.